# Піроксени

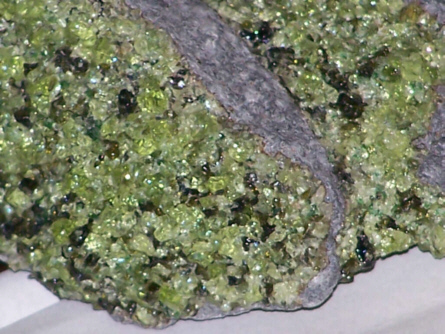
Ксеноліт мантійного перидотиту в базальті з індіанської резервації Сан Карлос, Gila Co., Аризона, США. Ксеноліт представлений асоціацією олівін-ортопіроксен-шпінель, з поодинокими травянисто-зеленими кристалами діопсиду.

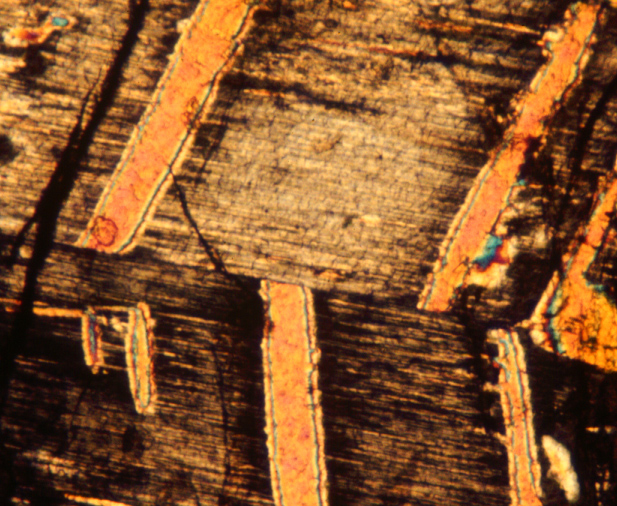

Піроксени (від грец. πιρος — вогонь і грец. ξενος — чужий) — група породотвірних мінералів класу силікатів, підкласу ланцюгових силікатів.

## Етимологія та історія
Назва піроксен походить від грецьких pyros (вогонь) і xenos (чужий). Він натякає на той факт, що піроксени зустрічаються переважно у вулканічній лаві, де їх можна знайти у вигляді кристалічних включень у вулканічному склі; Раніше вважалося, що це просто домішки в склі, звідси й назва «Вогняні прибульці». Зокрема, французький мінералог і кристалограф Рене-Жюст Аюї (1743 — 1822) вважав ці мінерали чужорідними для магматичних порід. Однак насправді піроксени — це мінерали, які кристалізуються перед виверженням лави.

## Загальна характеристика
Хімічний склад багатоваріантний.
Варіант 1. За Лазаренком Є. К., Винар О. М. загальна формула піроксенів: М'М[Si2O6], де М’ — Mg, Fe2+, Na, Ca, Li; M — Mg, Fe2+, Fe3+, Al, Mn2+, Ni2+, Ti3+, Ti4+, Cr3+, V3+. Частіше за все це метасилікати з радикалом SiO2 у вигляді нескінченних ланцюжків, складених з кремнекисневих тетраедрів.
Варіант 2. Загальна формула піроксенів: XY(Si, Al)2O6, де X являє собою кальцій (Ca), натрій (Na), залізо (Fe II) або магній (Mg), рідше цинк, марганець або літій, а Y являє собою йони меншого розміру, наприклад хром (Cr), алюміній (Al), магній (Mg), кобальт (Co), марганець (Mn), скандій (Sc), титан (Ti), ванадій (V) або навіть залізо (Fe II) або Fe III). Хоча алюміній значною мірою замінює кремній у таких силікатах, як польові шпати та амфіболи, у більшості піроксенів це заміщення відбувається лише в обмеженій мірі. Вони мають загальну структуру, що складається з одиночних ланцюгів тетраедрів кремнезему. Піроксени, які кристалізуються в моноклінній системі, відомі як клінопіроксени, а ті, що кристалізуються в орторомбічній системі, відомі як ортопіроксени.
Варіант 3. За Encyclopædia Britannica: Хімічний склад мінералів групи піроксенів можна виразити загальною формулою XYZ2O6, in which X= Na+, Ca2+, Mn2+, Fe2+, Mg2+, Li+; Y= Mn2+, Fe2+, Mg2+, Fe3+, Al3+, Cr3+, Ti4+; and Z= Si4+, Al3+.
Варіант 4. Хімічний склад мінералів групи піроксенів: M1M2T2O6.
У цій структурній формулі M1, M2 і T представляють різні позиції в структурі піроксену. Вони в основному зайняті такими катіонами:
M1: Mg2+, Fe2+, Mn2+, Al3+, Fe3+, Ti4+, Ti3+, V3+, Sc3+, Cr3+, Zr4+, Zn2+
M2: Mg2+, Fe2+, Mn2+, Ca2+, Na+, Li+
T: Si4+, Al3+, Fe3+
Піроксени утворюють змішані (ізоморфні) кристали.
Густина 3,2-3,6.
Твердість 5-6,5.
Білого, сірого, жовтого до темно-коричневого та зеленого кольору (енстатит, діопсид, авгіт, егірин).
Риса біла, світлосіра.

## Класифікація
Піроксени поділяють на:
- ромбічні (ортопіроксени): бронзит, гіперстен та ін., що утворюють ізоморфний безперервний ряд енстатит–феросиліт (ряд енстатиту–гіперстену, заг. формула (Mg, Fe)2[Si2O6]),

- моноклінні (клінопіроксени): авгіт, діопсид, геденбергіт та ін. (ряд діопсиду–геденбергіту — Ca(Mg, Fe)[Si2O6]), піжоніт (Mg, Fe, Ca)2[Si2O6], а також ряд авгіту Ca[Mg, Fe] [(Si, Al)2O6]

- лужні піроксени: егірин NaFe3+[Si2O6], жадеїт NaAl[Si2O6] і сподумен LiAl[Si2O6].

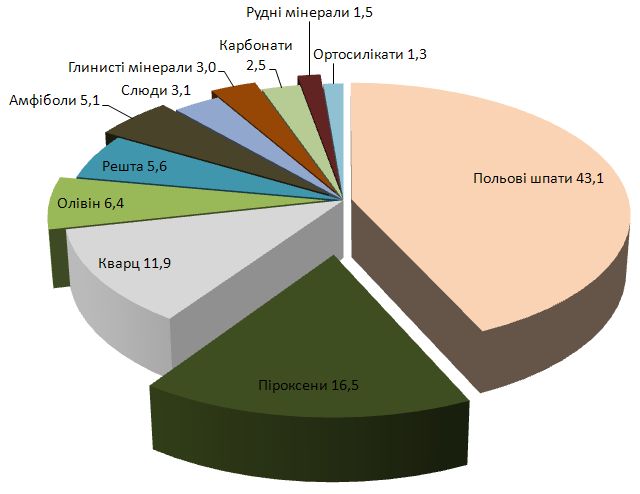
Поширеність мінералів у Земній корі (у об'ємних %)

## Поширення і використання
Піроксени належать до дуже поширених мінералів у земній корі, особливо у вивержених породах основного складу. В Україні є зокрема у Приазов'ї. Деякі піроксени використовують як керамічну сировину, літієву руду та в ювелірній справі.

## Різновиди
Розрізняють:
- піроксени лужні (піроксени, до складу яких входять луги);
- піроксени моноклінні (піроксени, які кристалізуються в моноклінній сингонії; бувають: без глинозему, з глиноземом, з лугами);
- піроксени орторомбічні (піроксени ромбічні);
- піроксени ромбічні (піроксени, які кристалізуються в ромбічній сингонії, ромбодипірамідальному виді симетрії; утворюють безперервний ізоморфний ряд енстатиту–гіперстену);
- фасаїт;
- піроксен-пертит (пластинчасте зростання різних піроксенів).